# Lestes urubamba
Lestes urubamba är en trollsländeart som beskrevs av Kennedy 1942. Lestes urubamba ingår i släktet Lestes och familjen glansflicksländor. IUCN kategoriserar arten globalt som otillräckligt studerad. Inga underarter finns listade i Catalogue of Life.